# Крутые Ручьи
Крутые Ручьи (Крутовское) — деревня в Холмском районе Новгородской области, входит в Тогодское сельское поселение. Площадь земель относящихся к деревне — 13 га.
Деревня расположена на юге Новгородской области, на высоте 90 м над уровнем моря, у реки Ленница (приток Большого Тудера).

## История
В списке населённых мест Демянского уезда Новгородской губернии за 1909 год деревня Крутые Ручьи указана как относящаяся к Велильской волости уезда (1 стана 3 земельного участка). Население деревни, что была тогда на земле Устьевского сельского общества, — 94 жителя: мужчин — 50, женщин — 44, число жилых строений — 12.
До 31 июля 1927 года деревня в составе Велильской волости Демянского уезда Новгородской губернии РСФСР, а затем с 1 августа в составе Устьевского сельсовета новообразованного Молвотицкого района Новгородского округа Ленинградской области. Население деревни Крутые Ручьи в 1928 году — 127 человек. В соответствие постановлению Президиума ВЦИК от 10 декабря 1928 года Устьевский сельсовет из Молвотицкого района был передан в Холмский район Великолукского округа, затем по постановлению Президиума ВЦИК от 3 июня 1929 года Великолукский округ и Холмский район в том числе был передан из Ленинградской области во вновь образованную Западную область с центром в Смоленске. По постановлению ЦИК и СНК СССР от 23 июля 1930 года Великолукский округ был упразднён, а район перешёл в прямое подчинение облисполкому Западной области. В январе 1935 года Холмский район включили в состав Калининской области. В 1941…1944 гг. район был оккупирован немецко-фашистскими войсками. Указом Президиума Верховного Совета РСФСР от 5 июля 1944 года Холмский район был перечислен в состав Новгородской области, а затем Указом Президиума Верховного Совета РСФСР от 22 августа 1944 года Холмский район вошёл в состав новообразованной Великолукской области. Указом Президиума Верховного Совета РСФСР от 2 октября 1957 года Великолукская область была упразднена, а Холмский район был передан в состав Псковской области, после чего Указом Президиума Верховного Совета РСФСР от 29 июля 1958 года Холмский район был передан в состав Новгородской области.
Во время неудавшейся всесоюзной реформы по делению на сельские и промышленные районы и парторганизации, в соответствии с решениями ноябрьского (1962 года) пленума ЦК КПСС «о перестройке партийного руководства народным хозяйством» с 10 декабря 1962 года были образованы, в числе прочих, крупные Демянский и Холмский сельские районы, а 1 февраля 1963 года административный Холмский район был упразднён. Устьевский сельсовет тогда вошёл в состав Холмского сельского района. Пленум ЦК КПСС, состоявшийся 16 ноября 1964 года восстановил прежний принцип партийного руководства народным хозяйством, после чего Указом Верховного Совета РСФСР от 12 января 1965 года сельские районы были преобразованы вновь в административные районы и решением Новгородского облисполкома № 6 от 14 января 1965 года и Устьевский сельсовет и деревня в Холмском районе.
По результатам муниципальной реформы деревня входит в состав муниципального образования — Тогодское сельское поселение Холмского муниципального района (местное самоуправление), по административно-территориальному устройству подчинена администрации Тогодского сельского поселения Холмского района